# Nyagituruguta
Nyagituruguta är ett vattendrag i Burundi.   Det ligger i provinsen Gitega, i den centrala delen av landet, 70 km sydost om huvudstaden Bujumbura.
Omgivningarna runt Nyagituruguta är en mosaik av jordbruksmark och naturlig växtlighet. Runt Nyagituruguta är det tätbefolkat, med 286 invånare per kvadratkilometer.